# Bộ đếm nhấp nháy

Sơ đồ bộ đếm nhấp nháy. Khi photon năng lượng cao xâm nhập tinh thể nhấp nháy sẽ kích hoạt sự phát xạ các photon năng lượng thấp, sau đó chuyển thành các điện tử và nhân với đèn nhân quang điện

Bộ đếm nhấp nháy hay khối đếm nhấp nháy là dụng cụ để phát hiện và đo bức xạ ion hóa bằng cách sử dụng hiệu ứng kích thích của bức xạ khi xâm nhập một vật liệu thì tạo ra xung ánh sáng gọi là nhấp nháy, và phát hiện các xung ánh sáng kết quả .
Hệ thống đếm nhấp nháy bao gồm một đầu dò nhấp nháy (scintillation detector), nơi tạo ra các photon khi phản ứng với bức xạ tới, một đèn nhân quang điện (PMT) chuyển đổi ánh sáng thành tín hiệu điện, và mạch điện tử phù hợp để xử lý tín hiệu này.
Các khối đếm nhấp nháy sử dụng rộng rãi trong đo lường vì mục đích an toàn bức xạ, khảo sát các vật liệu phóng xạ, và trong nghiên cứu vật lý phóng xạ, do nó có hiệu suất lượng tử cao, và thuận tiện để cường độ và năng lượng của bức xạ tới .